# Charles Boli
Charles Boli (sinh ngày 30 tháng 8 năm 1998) là một cầu thủ bóng đá người Pháp-Scotland thi đấu ở vị trí tiền vệ cho câu lạc bộ Ligue 2 Pau FC.
Anh là con trai của cầu thủ bóng đá Roger Boli, và do đó, anh giữ cả quốc tịch Pháp và Bờ Biển Ngà.

## Sự nghiệp
Vào ngày 16 tháng 5 năm 2019, Boli ký hợp đồng chuyên nghiệp đầu tiên với Lens. Anh có trận đầu tiên cho Lens với chiến thắng tại Cúp Liên đoàn bóng đá Pháp trước Troyes vào ngày 13 tháng 8 năm 2019. Anh kí hợp đồng mới có thời hạn 4 năm. Anh chuyển đến Paris FC dưới dạng cho mượn tháng 1 năm 2021. Ngày 7 tháng 1 năm 2022, anh chuyển đến Vicenza in the Italian Serie B.
Boli gia nhập cho câu lạc bộ Ligue 2 Pau với bản hợp đồng có thời hạn 2 năm vào tháng 8 năm 2022.

## Đời tư
Boli là con trai của cựu cầu thủ bóng đá Roger Boli, cháu trai của tuyển thủ quốc gia Pháp Basile Boli, và anh họ của tuyển thủ Bờ Biển Ngà Yannick Boli. Anh em nhà Boli, Kévin và Yohan Boli, cũng là các cầu thủ từng thi đấu cho Bờ Biển Ngà về mặt quốc tế.
Boli sinh ra ở Dundee, trong khi cha anh ấy thi đấu cho Dundee United, và anh cũng giữ hộ chiếu quốc tịch Anh.